# Michal Jáně
Michal Jáně es un deportista checo que compite en piragüismo en la modalidad de eslalon. Ganó dos medallas en el Campeonato Mundial de Piragüismo en Eslalon, plata en 2014 y bronce en 2010, y dos medallas de plata en el Campeonato Europeo de Piragüismo en Eslalon, en los años 2010 y 2015.

## Palmarés internacional
| Campeonato Mundial | Campeonato Mundial          | Campeonato Mundial | Campeonato Mundial |
| Año                | Lugar                       | Medalla            | Competición        |
| ------------------ | --------------------------- | ------------------ | ------------------ |
| 2010               | Liubliana (Eslovenia)       | Medalla de bronce  | C1 por equipos     |
| 2014               | Deep Creek (Estados Unidos) | Medalla de plata   | C1 por equipos     |
| Campeonato Europeo |                             |                    |                    |
| Año                | Lugar                       | Medalla            | Competición        |
| 2010               | Bratislava (Eslovaquia)     | Medalla de plata   | C1 por equipos     |
| 2015               | Markkleeberg (Alemania)     | Medalla de plata   | C1 por equipos     |